# Richard Bittmann
Richard Bittmann (* 2. April 1895 in Wierschlesche, Landkreis Groß Strehlitz, Provinz Schlesien; † um 1944 im KZ Auschwitz-Birkenau) war ein deutscher Jurist und Steuerberater sowie römisch-katholischer Märtyrer.

## Leben
Richard Bittmann, Sohn eines Volksschullehrers, besuchte das Gymnasium in Leobschütz und begann ein Studium der Staatswissenschaften in Berlin. Für seine Verdienste als Leutnant im Ersten Weltkrieg wurde ihm das Eiserne Kreuz Erster Klasse verliehen. 1924 wurde er an der Universität Frankfurt mit der Dissertation „Kartelle und Arbeiter“ promoviert und eröffnete in Breslau eine Steuerfachkanzlei. Viele seiner Mandanten waren Juden, die von ihm Unterstützung erfuhren. Nach 1938 wurde er denunziert, von der Gestapo verhaftet und in das KZ Auschwitz gebracht. Von dort erhielt seine Mutter die Todesmeldung. Er starb vermutlich 1944. Ein genaues Sterbedatum ist nicht bekannt.

## Gedenken
Die Römisch-katholische Kirche in Deutschland hat Richard Bittmann als Märtyrer aus der Zeit des Nationalsozialismus in das deutsche Martyrologium des 20. Jahrhunderts aufgenommen. Der Cartellverband der katholischen deutschen Studentenverbindungen bewahrt ihm ein ehrendes Andenken (Er war Mitglied der CV-Verbindungen AV Hansea Berlin und KDStV Badenia (Straßburg) Frankfurt am Main).